# Denny Laine
Denny Laine, rodným jménem Brian Frederick Arthur Hines (29. října 1944, Holcombe Road, Tyseley, Birmingham, Spojené království – 5. prosince 2023), byl anglický písničkář a multiinstrumentalista, kytarista a sólový zpěvák skupiny The Moody Blues, kde debutoval v roce 1965 v hudbě na albu The Magnificent Moodies. Z pozdější doby je znám jako spoluzakladatel skupiny Wings (s Paulem a Lindou McCartneyovými). Laine byl jedním ze tří stálých členů skupiny Wings, společně s Paulem a Lindou. Laine začal spolupráci s Wings v roce in 1971 na albu Wild Life a ve skupině zůstal do jejího rozpadu v roce 1981.

## Život
Byl romského a francouzského  původu, školní vzdělání získal v Yardley Grammar School v Birminghamu a ke kytaře se dostal jako chlapec pod vlivem hudby cikánské jazzové legendy Django Reinhardta. Ve dvanácti letech poprvé vystupoval jako profesionální hudebník ve skupině Denny & The Diplomats, ve které byl i pozdější hudebník The Move a Electric Light Orchestra bubeník Bev Bevan.